# Agnes Hoppin Memorial Fellowship
Agnes Hoppin Memorial Fellowship (Agnes-Hoppin-Gedenk-Stipendium) war die Bezeichnung eines Stipendiums der American School of Classical Studies at Athens.
Es wurde im Andenken an die früh verstorbene Agnes Clark Hoppin von ihrer Mutter Mary Frances Clark (Mrs. Courtland Hoppin), ihrer Schwester Sarah Clark und ihrem Bruder Joseph Clark gestiftet und von 1898 bis 1904 vergeben.
Das Agnes Hoppin Memorial Fellowship sollte jungen Frauen, die zur damaligen Zeit benachteiligt waren, das Studium an der American School of Classical Studies at Athens ermöglichen und war mit jährlich 1000 Dollar dotiert. 1898 versprach man, das Stipendium bis zum Lebensende der Stifter fortzuführen. Doch 1904 wurde das Stipendium von den Stiftern zurückgezogen, da man die Benachteiligung von Frauen als überwunden betrachtete.

## Liste der geförderten Studentinnen
- 1898–1899 Miss May Louise Nichols, A.B. Smith College
- 1899–1900 Miss Harriet Ann Boyd (Mrs. Charles H. Hawes), A.B. Smith College
- 1900–1901 Miss Lida Shaw King A.B. Vassar College
- 1901–1902 Miss Agnes Baldwin Brett (Mrs. George Monroe Brett), A.B. Barnard College
- 1902–1903 Miss Leila Clement Spaulding (Mrs. Edward W. Kent), A.B Vassar College
- 1903–1904 Miss Edith Hayward Hall (Mrs. Joseph M. Dohan), A.B. Smith College[5]